# Laurentino
Laurentino – miasto i gmina w Brazylii, w stanie Santa Catarina. Znajduje się w mezoregionie Vale do Itajaí i mikroregionie Rio do Sul.